# Just the Two of Us (singel Grovera Washingtona Jr. i Billa Withersa)
Just the Two of Us – singel Grovera Washingtona Jr. i Billa Withersa, wydany w 1981 roku przez wytwórnię Elektra Records, pochodzący z albumu Winelight. Utwór napisali i skomponowali Bill Withers, Ralph MacDonald oraz William Salter.
Singel notowany był na 2. miejscu na liście Billboard Hot 100, najlepiej sprzedających się singli w USA.
Piosenka otrzymała nagrodę Grammy w kategorii Najlepsza piosenka R&B.

## Lista utworów
Winyl
1. „Just the Two of Us” – 3:40
2. „Make Me a Memory (Sad Samba)” – 3:50

## Notowania

### Pozycje na listach sprzedaży
| Kraj              | Lista (1981)                        | Najwyższa pozycja |
| ----------------- | ----------------------------------- | ----------------- |
| Stany Zjednoczone | Billboard Hot 100                   | 2                 |
| Stany Zjednoczone | Billboard Hot Soul Singles          | 3                 |
| Stany Zjednoczone | Billboard Adult Contemporary Tracks | 2                 |

## Nagroda
| Rok  | Nagroda | Kategoria              | Rezultat |
| ---- | ------- | ---------------------- | -------- |
| 1982 | Grammy  | Najlepsza piosenka R&B | Wygrana  |

## Wersja Matta Duska i Margaret
Just the Two of Us – singel Matta Duska i Margaret, wydany 23 października 2015, promujących ich wspólny album o tym samym tytule. Nagranie zostało wyprodukowane przez Matta Duska.
7 listopada 2015 artyści wykonali utwór po raz pierwszy na żywo w programie Dzień dobry TVN. Teledysk do piosenki w reżyserii Olgi Czyżykiewicz miał premierę 9 listopada w serwisie Vevo. Klip realizowany był w Studiu Koncertowym Polskiego Radia im. Witolda Lutosławskiego.

### Lista utworów
- Digital download[5]

1. „Just the Two of Us” – 3:30

### Notowania

#### Pozycje na listach przebojów
| Kraj   | Lista (2015/2016)                       | Najwyższa pozycja |
| ------ | --------------------------------------- | ----------------- |
| Polska | Radio Olsztyn (Lista przebojów RagaTop) | 31                |
| Polska | Radio PiK (Lista Przebojów Radia PiK)   | 14                |
| Polska | Radio Szczecin (SLiP)                   | 31                |